# Neoexpressionism
Neoexpressionism, också kallad för nyexpressionism, var en konströrelse som dominerade konstmarknaden i Europa och USA från sent 1970-tal till mitten av 1980-talet. Det var ett återupplivande av expressionistiskt måleri. Rörelsen bestod mestadels av unga konstnärer som oftast målade figurativt, men ibland även abstrakt. Rörelsen var en motreaktion till de intellektuella rörelserna som minimalistisk och konceptuell konst, som de menade hade försummat konstens förmåga att aktivera fantasin, att uppfinna myten och att ge utlopp åt mänskliga känslor. Konstnärerna återvände istället till de romantiska motiven.

## Stil
Målningarna var ofta yppigt figurativa och färgflödande. Rörelsen förnekade de traditionella standards gällande sammansättning och design av bilden; en ambivalent känsla i målningarna avbildade stadsliv och dess värderingar. Bilderna var icke-idealiserade och färgerna var ofta livliga men inte alltid harmoniska. Orden som ibland används för att beskriva neoexpressionistiskt måleri är oro, spänning, utanförskap och tvetydighet.

## Konstmarknaden
1980-talet var en tid av överflöd och kraftig konsumtion. Konstmarknaden i New York växte starkt och priserna på samtida konst nådde absurda nivåer. Vissa neoexpressionistiska konstnärer, som Schnabel och Basquiat, drog nytta av tidens anda. Aggressiva säljmetoder av konsthandlarna och gallerister, samt medias uppmärksamhet spelade en viktig roll i konstmarknadens utveckling.

## USA
I USA kallades neoexpressionism även för "new fauvism", "punk art" och "bad painting". "Bad painting" var ett ord som användes av konstkritikerna för enligt dem var neoexpressionistiska verk ofta oförädlade och fula. Enligt kritikerna saknade konstnärerna kunskap om traditionell målningsteknik och sammansättning.

Några exempel på kända amerikanska neoexpressionister:
- Philip Guston
- Julian Schnabel
- Jean-Michel Basquiat

## Europa
I Europa hade neoexpressionister ytterligare benämningar. I Italien kallades rörelsen även för transavantgarde. I Tyskland följde på de första neoexpressionisterna de som kom att kallas Neue Wilde (de nya vilda), en hänvisning till fauvisterna. I Frankrike formade unga konstnärer en neoexpressionistisk grupp kallad "Figuration Libre".
Några exempel på kända europeiska neoexpressionister:
| - Christopher Le Brun - Paula Rego - Anselm Kiefer - Georg Baselitz - Sandro Chia | - Francesco Clemente - Robert Combas - Remi Blanchard - Francois Boisrond - Herve de Rosa |